# Akagawa Motoyasu
Akagawa Motoyasu (赤川 元保?; ... – marzo 1567) è stato un samurai giapponese del periodo Sengoku, servitore del clan Mōri.

## Biografia
Motoyasu era figlio di Akagawa Fusanobu. Divenne il capo del clan Akagawa dopo la morte del fratello maggiore Narihide, avvenuta in battaglia attorno al 1523. Fu un importante servitore Mōri Motonari e fu nominato uno dei suoi "18 generali". Divenne uno stretto collaboratore di Mōri Takamoto, fu consultato da quast'ultimo su quasi tutte le decisioni. Dopo l'improvvisa morte di Takamoto nel 1563 fu confinato nella sua casa con il sospetto di aver preso parte al complotto e in seguito gli venne ordinato di commettere seppuku assie al figlio adottivo Matasaburō. 
Akagawa Nobuyuki, un nipote, venne nominato erede del clan. L'eventuale parte di Motoyasu nella morte sospetta di Takamoto non è mai stata provata e si pensa che sia dovuta al suo rapporto con Wachi Masaharu.